# Een veelbelovende jongeman
'Een veelbelovende jongeman' is een in 1957 gepubliceerde, autobiografische novelle van de Nederlandse schrijver Willem Frederik Hermans, geschreven in 1948 en 1949. Sebastiaan Klok, een veelbelovende dichter, werkt bij een firma in de Canadese provincie Nova Scotia als hij op een dag driehonderd dollar uit de kas steelt en afreist naar de Niagarawatervallen. In 1950 en 1951 probeerde de auteur tevergeefs de novelle te publiceren, onder meer door die in te zenden als kandidaat voor het Boekenweekgeschenk van 1951. Het is veruit het langste verhaal in de novellebundel Een landingspoging op Newfoundland en andere verhalen, maar toch trokken enkele van de vijf andere verhalen meer aandacht in de contemporaine recensies. De bundel verscheen in november 1957 en was sindsdien altijd verkrijgbaar; de novelle staat sinds 2006 in deel 7 van de Volledige werken, waarin Hermans' eerste drie novellebundels zijn verzameld.
Vanwege de passages over het literaire leven in Nederland wordt het verhaal gedeeltelijk beschouwd als een satirische sleutelnovelle: achter enkele fictieve namen zijn zonder moeite bekende literatoren als Menno ter Braak, Adriaan Morriën, Adriaan Roland Holst en Fokke Sierksma te herkennen en de auteur zelf treedt op als de psychiater Herman F. Williams. De verhaalgebeurtenissen volgen de tocht die de auteur in 1948 van Nova Scotia naar de Niagara maakte nauwgezet, zonder dat het verhaal realistisch aandoet. Zo worden vrijwel alle personages op karikaturale wijze beschreven in de gemeenplaatsen van hun beroep of nationaliteit. Thema's zijn de positie van een schrijver in een klein taalgebied, de irrationaliteit van handelingsbeslissingen, het verlangen naar ontsnapping aan bewustzijn. De thematiek krijgt gestalte door middel van motieven die tot het vaste repertoire van Hermans behoren, waaronder freudiaanse, en taalverschillen als factor die het onbegrip tussen mensen bevordert. De schrijfstijl houdt het midden tussen realistisch en surrealistisch, waarbij een realistische, gedetailleerde beschrijving samengaat met opzichtige cliché', surrealistische elementen en originele beeldspraak.

## Motto
Aan het verhaal gaat het volgende motto vooraf:
Je suis un chien qui ronge l'os
en le rongeant je prends mon repos
un jour viendra qui n'est pas venu
que je morderay qui m'avra mordu
Onder het motto staat de vertaling van de auteur:
Ik ben een hond die op een bot knaagt
en ondertussen uitrust. Eenmaal zal er
een dag komen, maar het is nog niet
zover, dat ik wie mij gebeten heeft
terug zal bijten
Als bron voor het motto wordt opgegeven: 'Oude gevelsteen te Quebec'. Biograaf Otterspeer heeft de gevelsteen aangetroffen 'in een achterafstraatje in een muur' op het eilandje Île d'Orléans.

## Samenvatting

Sebastiaan werkte in de provincie Nova Scotia

De twintigjarige dichter Sebastiaan Klok, die op zijn vierde voor het eerst over de Niagarawatervallen hoorde vertellen.  was op de Muloschool een veelbelovende leerling die, ondanks zijn als geheel middelmatige rapporten, voor elk vak wel eens een tien haalde. Op zijn zestiende, vlak voor het einde van de oorlog, dichtte hij zijn eerste sonnet. Daarna moest hij onderduiken bij een boer in Drenthe. Daar maakt hij kennis met Bralle Piekerma, een voormalig student theologie, van zijn geloof gevallen door het lezen van de essays van Otto Verbeek, voor hem "de enige intelligente man die Nederland ooit heeft voortgebracht". De lievelingsauteur van Sebastiaan is de dichter E. Beyaard Blom, "de enige dichter die Nederland bezit". Nog tijdens de onderduik stencilen Sebastiaan en Bralle hun eigen tijdschrift, Stellage geheten.
Na de oorlog verschijnt Stellage bij een echte uitgeverij. Bralle schrijft essays over Otto Verbeek. De dichtbundel waarmee Sebastiaan debuteert heet Op Doorvlucht en telt acht sonnetten. Hij wordt een veelbelovend talent genoemd door de critici Keuvelkerk, Lichtevaart en Van de Muize. Maar Sebastiaan dicht niets meer en ook de oplage van Stellage gaat achteruit, door de concurrentie van andere tijdschriften. Sebastiaan legt de schuld van de stagnatie bij het in zijn ogen armoedige culturele klimaat in Nederland en verlangt ernaar inspiratie op te doen in het buitenland. Een kennis van zijn vader heeft een importzaak en regelt een betrekking voor Sebastiaan bij een zakenrelatie van hem in Nova Scotia te Canada.
Sebastiaan verblijft in het plaatsje Musquodoboit, waar hij binnen twee uur alle bezienswaardigheden gezien heeft. De omgeving verveelt hem, maar hij verdient onvoldoende om een auto te kunnen kopen en erop uit te trekken. Hij houdt het niet uit en op een zomerdag in 1948, zijn twintigste verjaardag, steelt hij driehonderd dollar uit de kantoorkas en gaat liften naar Quebec, Toronto en de Niagarawatervallen. Hij heeft alleen een fototoestel, scheerapparaat en tandenborstel bij zich. De eerste automobilist die hem meeneemt 'leek sprekend op de voorstelling die men zich in ons land gewoonlijk van "de" Amerikaan maakt'. Deze John, een dikke, sigaren rokende Amerikaanse verzekeringsagent vertelt dat hij in Nederland pakketten voor krijgsgevangenen verdeelde en de pakketten voor verdwenen soldaten ruilde tegen horloges, naaimachines en Leica's. Ook heeft hij de werkkamer van Hitler van binnen gezien, waarvan hij foto's toont. Gevraagd waar hij naartoe gaat, antwoordt Sebastiaan dat hij de Niagara wil zien en een paar dagen in Quebec zal doorbrengen. "Ik houd veel van de Fransen." Daarop waarschuwt John: "De Fransen, dat zijn schurken. Ze hangen de Engelse vlag ondersteboven, zitten onder de plak van hun priesters (priestridden) en slaan hun paarden half dood." John adviseert Sebastiaan om altijd te slapen in een lokale vestiging van de YMCA en bij het liften zijn fototoestel zichtbaar te dragen: "Dan zien de automobilisten dat je een toerist bent en geen gangster."
In de namiddag van de vierde dag arriveert hij in Quebec. Gedurende de reis is het landschap eentonig en lijken de plaatsen allemaal op 'onthoofde buitenwijken van een stad'. Per telegram stelt hij zijn firma op de hoogte van zijn verblijfplaats. In enkele dagen bekijkt hij Quebec en reist dan liftend naar Montreal. Een intellectueel die veel leest, neemt hem mee. Sebastiaan vertelt dat hij veel van Frankrijk houdt. "Wij hier niet, zei de intellectueel, de Fransen zijn vermengd met Arabieren, Negers, Polen en Joden. Ze zijn verrot, decadent en goddeloos." In Donnacqua ziet Sebastiaan armoedige Indianen die langs de weg prullaria verkopen. Twee uit Detroit (Michigan) afkomstige Amerikaanse jongens van zeventien nemen hem mee naar Montreal, waar hij een dag blijft. De volgende dag bereikt hij de grens van Ontario.
Naar Cornwall rijdt hij met een presbyteriaanse dominee die in Heidelberg gestudeerd heeft en toen Winterswijk bezocht heeft. "Holland is heerlijk!" vindt hij. Gerekend vanaf Halifax heeft Sebastiaan nu duizend mijl afgelegd, ongeveer zestienhonderd kilometer. Zijn horloge heeft hij al een uur achteruit moeten zetten, terwijl hij nog niets bijzonders gezien heeft: 'De St. Laurens zou de IJssel kunnen zijn of de Lek, wanneer je er dijken bij fantaseerde.'
In het plaatsje Carnaval overnacht hij in een 'touristhome' waar hij wordt afgezet. De volgende dag staat hij vergeefs te liften en overdenkt intussen zijn verblijf in Canada:
Hij kon over niets dat zijn belangstelling had van gedachten wisselen, hij kon niet praten over E. Beyaard Blom en evenmin de theorieën van Sartre op losse schroeven zetten.
Dan pas zou hij hier gelukkig kunnen zijn, wanneer hij heloemaal alleen was, als een ontdekkingsreiziger tussen wilden van wie hij de taal niet verstaat.
Een oude en bijna blinde man die niet harder dan veertig rijdt, neemt Sebastiaan mee over The King's Highway nummer twee. Ook zijn Chevrolet 1927 is oud en versleten, en het volledige interieur is eruit gehaald, tot de hendels om de raampjes mee open te draaien aan toe. Tijdens deze rit komt Sebastiaan op de gedachte voor weinig geld zelf een oude auto te kopen. Hij zou daarin dan ook kunnen overnachten en zo een hotel uitsparen. Wel heeft hij een Schotse reisdeken nodig en tangen voor als er onderweg iets gebeurt. 'Wat hij in zo'n geval met dit gereedschap moest uitvoeren, zou hij wel zien als 't zover was.' Eindelijk in Toronto gearriveerd, bezoekt hij enkele occasions en koopt voor 375 dollar een lichtblauwe Pontiac uit 1932 (zie afbeelding).

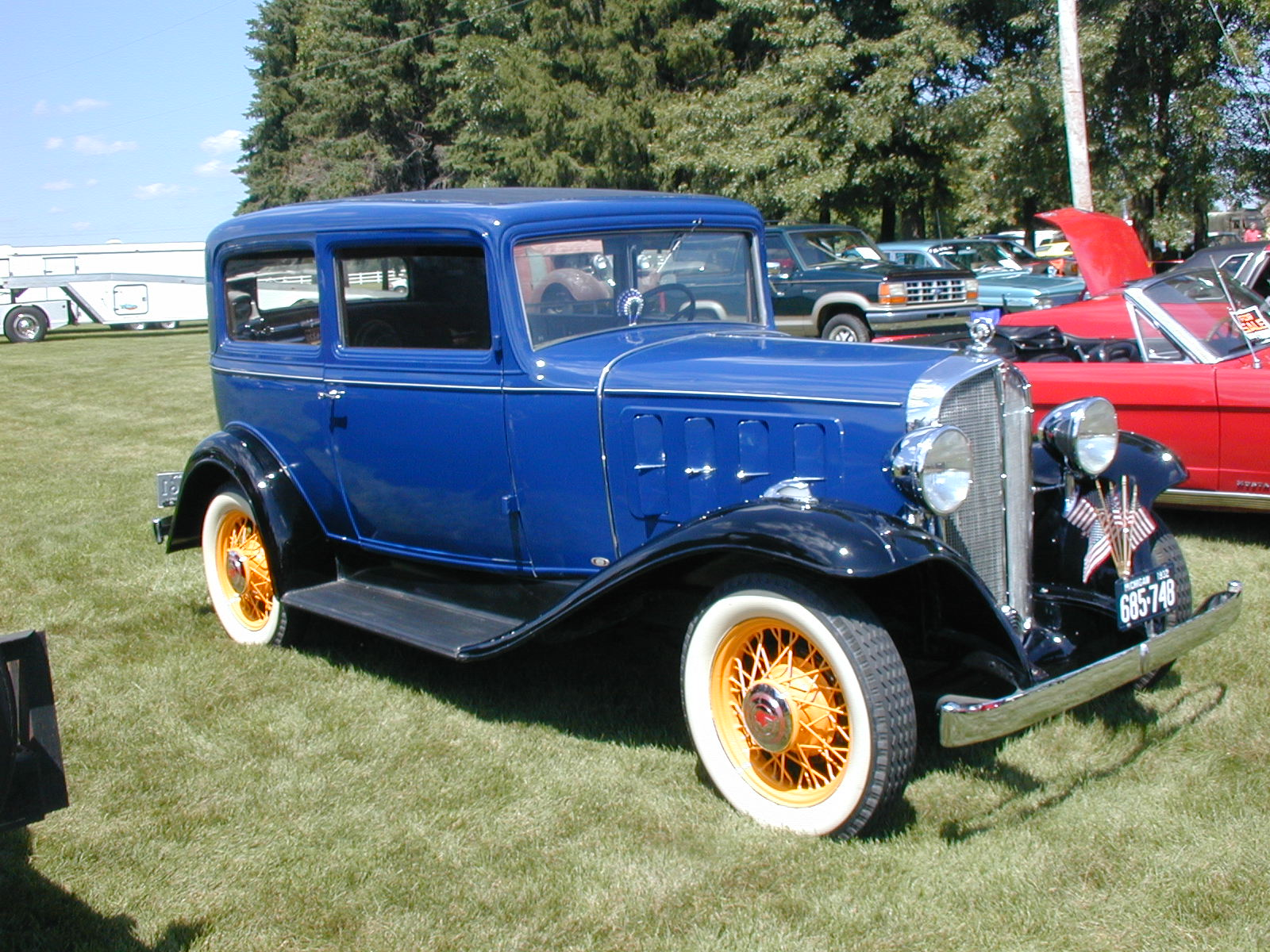
Blauwe 1932 Pontiac coach. Zonder over enige ervaring met autorijden te beschikken, kocht Hermans in Canada een auto van dit type. In het verhaal koopt Sebastiaan dezelfde auto, die beschreven wordt in afdeling 6, met de spatborden die de spaakwielen geheel vrij laten. Niet zichtbaar is het reservewiel, dat volgens het verhaal onder het achterraam gemonteerd is.

Zonder rijbewijs rijdt Sebastiaan naar Hamilton, waar hij tegen een geparkeerde motor met zijspan rijdt. Hij probeert door te rijden, maar de eigenaar van de motor en de politie achterhalen hem. Sebastiaan moet mee naar het politiebureau.
-Is er iets niet goed aan mijn wagen? vroeg Sebastiaan.
-Is er iets wèl goed aan? vroeg de agent.
De agenten en de motoreigenaar lachen hem uit als Sebastiaan vertelt hoeveel hij voor zijn auto betaalde. Volgens hen is die nog geen 75 dollar waard. De politie geeft hem een week om zijn rijbewijs te halen, zolang blijft de auto bij het politiebureau staan.
Sebastiaan probeert een slaapplaats te krijgen bij de YMCA, maar die zit vol vanwege de opening van een tentoonstelling in Toronto. Hij vindt een ander goedkoop adres, maar heeft geldnood: hij heeft nog maar 158 dollar en daar gaan de schadevergoeding voor de motor en de kosten van zijn rijbewijs nog vanaf. Hij moet zuinig zijn, leeft alleen nog op zakjes pinda's van 5 cent en rekent uit dat hij na het behalen van zijn rijbewijs geen geld meer over zal hebben voor benzine.
Enkele dagen later heeft het YMCA plek, voor een week. Sebastiaan verkoopt zijn fototoestel en legt het rijexamen af met veel te weinig uren rijles op zijn conto. Hij slaagt niet. De instructeur is bereid voor vijftig dollar de Pontiac te kopen, maar Sebastiaan wijst dit voorstel af. Via een advertentie in de courant Toronto Star biedt hij de auto aan voor $350,-. Gegadigden dienen zich niet aan. Op zijn kamer vergelijkt hij zijn advertentie met andere, die meer aan beschrijving van de aangeboden auto bieden. Hij hoort zijn buren ruzie maken en verbeeldt zich dat ze boos zijn omdat zijn auto in de weg staat. Was hij er maar van af: 'Dan ben ik eindelijk vrij,' denkt hij.
De volgende ochtend verslaapt Sebastiaan zich voor de bus naar de Niagara. Onder het scheren vergeet hij bijna dat hij van plan is erheen te gaan. Daarna bekijkt Sebastiaan zijn auto voor de eerste keer eens goed. Bij aanschaf dacht hij dat een reservewiel ontbrak, maar nu ziet hij dat dit onder de achterruit gemonteerd is, met een nieuwe band erom. Hoewel oude auto's vaak olie lekken, is onder deze geen spatje op het grint te zien. De vering 'als van een rijtuig', de mooie blauwe kleur, het glanzende nikkel van de radiator en de bumpers, de spaken van de wielen 'keurig als het kant van japonnen van bejaarde dames.' 'Slechts aristocratische, Europese merken hadden tegenwoordig nog spaakwielen.' De spatborden zelf zijn 'gebogen vol waardigheid en toch met entrain' en laten de spaakwielen geheel zichtbaar: 'Een fin-de-siècle décolleté!' De enige beschadiging die hij waarneemt, is het gevolg van zijn eigen botsing met het zijspan van de motor.
Zonder een koper voor zijn auto gevonden te hebben, besluit Sebastiaan de bus naar de Niagara Falls te nemen. In de wachtruimte overweegt hij dat hij de auto niet eens zorgvuldig bekeken heeft voor aankoop: hij heeft er niet in of onder gekeken, bij de proefrit de eigenaar niet de vering laten testen door hem te vragen eens over spoorrails te rijden. In de vier maanden dat hij in Canada is, hebben de inwoners die hij sprak vooral over auto's gepraat en die kennis was hij niet vergeten bij aankoop. 'Hij had het geweten maar er niet om gegeven. Eigenlijk had hij maar één werkelijke fout gemaakt: hij had niet vermoed dat hij er binnen zó korte tijd weer wèl om geven zou.'
In de bus ziet hij de auto's van boven en merkt op dat de passagiers veel meer van de omgeving zien dan de automobilisten zelf. Hij voelt zich 'een stuk beter' dan in Toronto. Hij geniet van de rit naar het Ontariomeer. In deze stemming stelt hij zich optimistisch voor dat hij de volgende ochtend heel vroeg, als er nog geen verkeer op de weg is, in zijn auto de terugreis zal aanvaarden zonder moeilijkheden onderweg. Hij moet dan wel acht uur per dag rijden. Ook 's nachts zou hij de auto niet uitkomen, maar 'zich ineenkronkelen op de achterbank en verrukkelijk slapen, door zijn oude auto omhelsd.' Sebastiaan voelt wel dat dit 'de minst verstandige beslissing' zou zijn die hij kan nemen en overweegt nog andere handelingsalternatieven. Verstandiger zou het zijn om zijn verblijf in de omgeving van Toronto te verlengen tot hij zijn rijbewijs heeft, nog verstandiger om de auto te laten staan en terug te liften naar Nova Scotia en zich de verkoopopbrengst te laten nasturen, en het 'àllerverstandigste' om zijn auto tegen elke prijs van de hand te doen. Ook overweegt hij de auto in brand te steken, in een meer te rijden of gewoon op een verlaten plek te laten staan. Dan nadert de bus haar bestemming.
Op loopafstand van de eindhalte is de afgrond met de waterval. Sebastiaan begeeft zich erheen en komt langs een triomfboog ter ere van de honderdjarige Canadees-Amerikaanse vriendschap, waarop een geschiedkundig verhaal staat gebeiteld dat hem niks zegt. Intussen hoort hij een carillon in een betonnen toren in verschillende toonaarden steeds hetzelfde liedje spelen. Hij gaat met een toeristenbootje langs het schouwspel.
Daarna consulteert hij psychiater Herman F. Williams en vertelt dat hij zich maar een provinciaal uit een klein taalgebied voelt en geeft een samenvatting van zijn belevenissen in Canada. Williams duidt de aanschaf van de auto als 'een moedersymbool': vanwege zijn moederbinding zou Sebastiaan een oude auto gekocht hebben en omdat zijn "onderbewuste inwendige censuur" hem die moederbinding verbiedt, zou hij tegen het motorrijtuig met zijspan zijn opgereden. Hij diagnosticeert Sebastiaan verder als "een romanticus", omdat hij Nederland dacht te ontlopen door naar Canada te gaan, waar hem precies hetzelfde provincialisme te wachten stond. Wat Sebastiaan meedeelt over E. Beyaard Blom doet Williams denken aan de Ierse dichter William Butler Yeats. Dat Sebastiaan Nederland overal tegenkomt, in de kleur van de nummerborden en in het carillon dat Wien Neerlands Bloed speelt, verklaart hij als volgt: "Ons ware vaderland, is het vaderland dat wij hier dragen, hier, in onze borst!" Sebastiaan heeft geen enkele Canadese vriend gemaakt omdat hij in feite "nooit uit Nederland vandaan [had] gewild!" Williams typeert de Nederlanders als "schijnheilig-Europees, snobistisch-intellectueel en kwasi-puriteins." Zijn advies luidt om onberaden daden om te zetten in nuttige energie.

### De 'sleutel': personages, bladen en hun modellen in de werkelijkheid

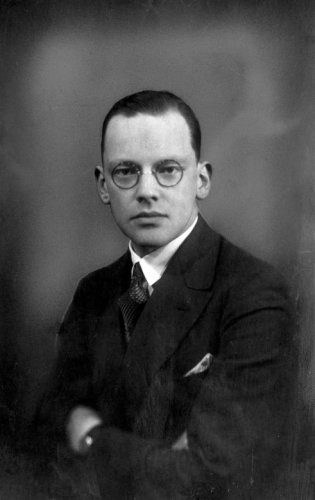
Schrijver en criticus Menno ter Braak (1902-1940) stond model voor de essayist Otto Verbeek, de held van Bralle Piekerma.

'Een veelbelovende jongeman' is een sleutelverhaal waarin auteurs, redacteuren en tijdschriften volgens de bezorgers van de Volledige Werken 'in nauwelijks vermomde vorm' ter sprake komen. In het typoscript werd Adriaan Roland Holst nog bij zijn echte naam vermeld en in een brief van 27 maart 1964 schreef Hermans aan Freddy De Vree wie Bralle Piekerma was. De sleutel voor de personages en hun model(len) in de werkelijkheid is als volgt:
- Otto Verbeek = Menno ter Braak
- E. Beyaard Blom = Adriaan Roland Holst
- Antonie Keuvelkerk = Anton van Duinkerken
- Anton Lichtevaart = Nico Donkersloot
- G.F.P.M. van de Muize - W.L.M.E. van Leeuwen
- Klaas Lutjewit = Hans Gomperts
- Bralle Piekerma = samengesteld uit Adriaan Morriën en Fokke Sierksma
- Stellage = Podium
- Cabotinage = Libertinage

Over het samengestelde personage van Bralle Piekerma merkt publicist Rob Delvigne op dat deze aanvankelijk op Sierksma lijkt, maar gaandeweg het verhaal meer trekken van Morriën aanneemt. De 'goedmoedige spot' maakt dan plaats voor 'een portret van een mandarijn'. In verband met deze dubbele sleutelidentiteit van Piekerma wijst literatuurhistoricus Nop Maas wijst erop dat de naam Stellage 'waarschijnlijk' zinspeelt op Podium, maar dat dit 'eigenlijk' Criterium zou moeten zijn. Het woord 'cabotinage' betekent: 'spel van slechte acteurs, aanstellerij.'

## Achtergrond
De autobiografische achtergrond van de novelle kent twee componenten. De tocht van de dichter Sebastiaan door Canada is een getrouwe weergave van de meest uitgebreide tocht van de auteur door Canada. Daarnaast hebben allerlei overdenkingen betrekking op de situatie van literaire tijdschriften in de jaren na de oorlog.

### Drie literaire tijdschriften in 1948
Ten tijde van zijn verblijf in Canada was Hermans redacteur van het tijdschrift Criterium, waarvan Adriaan Morriën de redactiesecretaris was, en dat volgens literatuurhistoricus Piet Calis kampte met een tekort en teruglopend abonneebestand. Daar kwam bij dat er in 1948 nieuwe concurrentie bijkwam in de vorm van het nieuwe tijdschrift Libertinage, uitgegeven door G.A. van Oorschot en met onder meer Hans Gomperts in de redactie. Bovendien was uitgever John Meulenhoff ontevreden omdat het tijdschrift minder belangrijk was dan hem voor ogen stond. Ook ergerde hij zich vaak aan de geschriften van de zeer productieve Hermans, die hij voor de terugloop verantwoordelijk achtte. Rond de verschijning van het meinummer kondigde Meulenhoff aan per 1949 te stoppen met de uitgave van Criterium. In een gesprek met de redactie was Meulenhoff somber over de toekomst van het tijdschrift en suggereerde een samenwerking met de groep van Gomperts, waar Morriën wel voor voelde maar Hermans erg tegen was, wat hun onderlinge verstandhouding geen goed deed.
Toen het zesde nummer van 1948 net verschenen was, scheepte Hermans in naar Canada. In deze periode liep het contract van het tijdschrift Podium met uitgeverij Contact af, zodat het zonder uitgever dreigde te komen zitten. Op 12 september vond in sociëteit De Koepel een fusiegesprek plaats, waarbij voor Podium onder anderen redacteur Fokke Sierksma deelnam en voor Criterium onder anderen Morriën.
Kort voor het vertrek van Hermans naar Canada opperde Morriën in een redactievergadering de mogelijkheid van een samenwerking met Libertinage. Toen Hermans daarvan hoorde, had hij 'zijn woede nauwelijks kunnen inhouden', aldus Rob Molin, de biograaf van Morriën. Gomperts had zes bijdragen geleverd aan de eerste negen afleveringen van Criterium en zowel Meulenhoff als Morriën waren op hem gesteld. In Canada moest Hermans ongeveer drie maanden wachten op bericht van Morriën, 'een staaltje van de door Hermans gehate indolentie'. In een volgende brief, van 17 oktober, liet Morriën merken dat hij een fusie met Libertinage onafwendbaar achtte, maar voor Hermans was een samenwerking met Gomperts onbespreekbaar. Op 11 december vond de definitieve fusiebespreking plaats in het kantoor van Van Oorschot. Meulenhoff had Hermans in Canada niet bij de besluitvorming betrokken. Na zijn terugkeer liet Hermans de kwestie rusten. Hermans vatte de besprekingen over samenwerking op als een complot van deze twee om hem eruit te werken, maar volgens Otterspeer was daar in elk geval bij Morriën geen sprake van.

### Autobiografische achtergrond
Van halverwege juli 1948 tot eind december van dat jaar was de auteur als houtcontroleur voor de firma's Controla en Van Gelder werkzaam in Newfoundland en in twee provincies van Canada, namelijk New Brunswick en Québec. Hij vertrok op 5 juli per schip van IJmuiden en kwam op 17 juli aan in Corner Brook in Newfoundland, dat toen nog niet bij Canada hoorde. Op 9 december scheepte hij in te Sydney en op 23 december arriveerde hij weer te IJmuiden. Omdat er soms weken geen schip arriveerde dat geladen moest worden, had Hermans de tijd om wat van het land te zien. Zijn langste trip maakte hij van 30 augustus tot 22 september, waarbij hij van 6 tot en met 20 september te Toronto verbleef en ook de Niagarawatervallen bezocht. Deze reis is de basis voor de tocht die Sebastiaan in de novelle onderneemt.
In twee brieven aan Charles B. Timmer, van 1 en 8 september 1948, beschrijft de auteur dezelfde ervaringen die in de novelle voorkomen: als lifter langs de Matápedia River, het gesprek met de jachtopziener, de man in de Oldsmobile die in de werkkamer van Hitler geweest was. Timmer gaf Hermans enkele rijlessen en die nam zelf nog lessen alvorens te gaan liften.
Ook andere gebeurtenissen in de novelle zijn beschrijvingen van werkelijke ervaringen: het meerijden met de bijna blinde man in de oude Chevrolet, het verblijf in de YMCA 'en vooral dat hij zich een tweedehands auto aanschafte zonder over een rijbewijs of ook maar de meest elementaire rijvaardigheid te beschikken.' De datum op het aankoopbewijs van de voor 375 dollar gekochte 'used Pontiac, coach' is 7 september 1948 en een stempel vermeld dat de auto 'is not guaranteed as to year or condition'. De datum van 8 september staat op het tijdelijke rijbewijs van de auteur, de op naam van Willem F. Hermans uitgeschreven 'motor vehicle operator's temporary instruction permit', dat zestig dagen geldig bleef. Vrijwel meteen na de aanschaf volgde een aanrijding met een geparkeerde motorfiets, waarna de Mounties de auto confisqueerden en de bestuurder huisarrest in zijn hotel oplegden. Ook de schade, de mislukte poging snel een rijbewijs te halen, de bezichtiging van de Niagarawatervallen en de treinreis terug naar Montreal en Campbellton hebben werkelijk plaatsgevonden.
Bij de Niagara varen bootjes om toeristen de watervallen van dichtbij te laten zien. Sebastiaan maakt ook een tocht en ziet hoe een ander bootje wordt aangemeerd, dat The maid of the Mist heet. Hermans maakte een foto van de boot met die naam. Hermans keerde, evenals Sebastiaan, met de trein terug.
Op 27 maart 1964 lichtte Hermans de autobiografische aard van 'Een veelbelovende jongeman' toe in een brief aan Freddy De Vree: 'De reis die [Sebastiaan Klok] maakt, heb ik [...] ook gemaakt, de materiële détails kloppen grotendeel[s], behalve de gestolen 300 dollar, dat hoefde ik niet te doen, want ik had van de (in Nederland gevestigde) zaak die mij stuurde, geld genoeg meegekregen.' Ter verduidelijking noteerde Hermans in de marge om welke details het ging: 'het landschap, de steden, de Niagara, de oude auto'. Over zijn verblijf in canada had de auteur een dossier samengesteld met correspondentie en andere documenten.
Een opvallend autobiografisch element is de psychiater Herman F. Williams, die in de laatste fase van de novelle optreedt. Diens naam verwijst naar de naam van de auteur zelf en ook de beschrijving van diens uiterlijk is een beschrijving van het gezicht van Hermans.

### Brieven en een agenda
De correspondentie van Hermans wijst uit dat de novelle de werkelijkheid die Hermans in Canada meemaakte, correct weergaf, zij het met een toegevoegde symboliek, maar in het verhaal werden ook 'hele zinsneden uit brieven (...) overgenomen'. De kiem van de surrealistische beschrijving van de Chevrolet 1927 waaruit de slechtziende eigenaar alle meubilair en franje heeft gesloopt, is een passage in een brief van de vader van Hermans, die zijn zoon herinnerde aan een bezoek dat het gezin ooit aan Oldenzaal bracht:
We moesten een zonnige weg naar Oldenzaal lopen, een Fordje reed ons achterop en dat nam ons mee. De achterbanken waren eruit genomen, jij zat op de vloervan de auto en toen we in Oldenzaal arriveerden was je broek door het voortdurend schuiven door.
Sebastiaan zit in de Chevrolet op een kist en voelt eveneens dat zijn broek is doorgesleten.
Bij de Niagara schrijft Sebastiaan ansichtkaarten en pakt zijn agenda om adressen over te schrijven. De meeste bladzijden zijn leeg; er staan geen afspraken of bezigheden genoteerd en dat is volgens biograaf Otterspeer meteen het enige onderdeel dat afwijkt van Hermans' werkelijke agenda van 1948. Alle andere gegevens, zoals het framenummer van zijn fiets, staan in de agenda's van de auteur.
De agenda heldert ook op wat Otterspeer uitroept tot 'de meest raadselachtige passage uit het verhaal'. In de agenda van Sebastiaan staat bij 4 februari een notitie die in het boek cursief is gedrukt: Orchidee in Duitse stafkaarten. Op dezelfde datum in de agenda van Hermans staan aantekeningen over veranderingen die moesten worden aangebracht in de roman die hij toen schreef, De tranen der acacia's, en op de roman heeft de notitie over de orchidee betrekking.

## Schrijfstijl
Over de schrijfstijl van 'Een veelbelovende jongeman' bestaan weinig uitspraken, wel over ander werk van de auteur uit dezelfde periode. Biograaf Otterspeer meent dat Hermans zich in zijn laatste verhaal voor de schoolkrant Suum Cuique, 'Een vakantie' uit december 1939, losmaakt van de invloed van Edgar Allan Poe: dan 'lijkt wel een volwassen auteur aan het woord.' Het belangrijkste kenmerk van zijn schrijfstijl uit de jaren 1940 is de beeldspraak. Daarnaast is de stijl aforistisch.
De metaforiek in de roman De tranen der acacia's uit 1949 verstevigt het netwerk van betekenissen in de roman. Ook in Het behouden huis uit 1952 is vrijwel elke beeldspraak geladen met betekenis. Otterspeer wijst erop dat de beeldspraak ook in 'Een veelbelovende jongeman' bijzonder is. Zo klinkt het geluid van krekels 'op de hoge toon van een tandartsboor', de stok die gebruikt wordt om het oliepeil van een automotor te controleren wordt teruggestoken 'als een hoedepen in een tulband' en wielspaken doen denken aan 'het kant aan de japonnen van bejaarde dames'.
Volgens Yans is de schrijfstijl soms ironisch om de naïviteit van Sebastiaan te benadrukken. De autohandelaar die hem voor veel te veel geld een oude auto verkoopt, ziet eruit als een 'mensenredder' en glimlacht 'als een suikeroom'. De clichématige portrettering geldt volgens biograaf Otterspeer voor alle personages. Ze zijn niet realistisch uitgebeeld, maar worden steevast beschreven in de clichés die bij hun beroep of nationaliteit passen. Dit valt met name op aan de automobilisten die Sebastiaan een lift geven. Sebastiaan is het enige uitgewerkte personage; de andere personages zijn flat characters.
In dit opzicht beschouwt Otterspeer het personage van de psychiater als 'het hoogtepunt van onwerkelijkheid'. Niet alleen heet deze figuur Herman F. Williams, maar zijn diagnose is een mengsel van 'volkswijsheden' (zijn bewering dat de mensen vooral zijn wat zij vrezen te zijn) en 'elementaire psychoanalyse' (zijn uitleg dat de auto een 'moedersymbool' is).

## Motieven
Veel personages in het oeuvre van de auteur koesteren onbewust een verlangen om terug te keren naar de veilige moederschoot, veelal aangeduid met het motief van een foetushouding. Dit motief van regressie drukt de wens uit aan het bewustzijn te ontsnappen en is aanwijsbaar in onder meer aanwijsbaar de novellen Het behouden huis en Paranoia, die uit dezelfde periode dateren als 'Een veelbelovende jongeman'. Voor Sebastiaan vormt zijn auto de vervanging van een verblijf in de baarmoeder: 'En ook 's nachts zou hij er niet uitkomen! Hij zou zich ineenkronkelen op de achterbank en verrukkelijk slapen, door zijn oude auto omhelsd.'
Taalproblemen zijn een vast element in het oeuvre van Hermans. In 'Een veelbelovende jongeman' ontstaan communicatieproblemen tussen mensen die niet dezelfde moedertaal spreken.

## Thematiek
Sebastiaan is geen persoonlijkheid uit één stuk, maar heeft een instabiel, gespleten karakter. Deze aard vindt volgens Otterspeer op twee manieren haar literaire uitdrukking. Ten eerste: in het licht van het advies van de psychiater dokter Williams om een 'krachtcentrale' te worden, is het veelzeggend dat de elektriciteitsvoorziening in Canada instabiel is: het licht van lantaarns en dergelijke flikkert voortdurend. Ten tweede heeft Sebastiaan voortdurend de indruk in Canada 'in een vervalste wereld rond te lopen'. De banken zien eruit als Griekse tempels, de stadhuizen zijn gebouwd als gotische kathedralen, maar Sebastiaan komt erachter dat het om negentiende-eeuwse architectuur gaat, dat ogenschijnlijk historische stadsmuren in werkelijkheid later zijn verplaatst en dat herdenkingsmonumenten voor een veldslag niet staat waar deze plaatsvond.
Bralle Piekerma is een epigoon van Otto Verbeek, over wie hij essays schrijft en die hij pagina's lang aanhaalt. Maar Sebastiaan doet zelf ook iemand na. Over de door hem bewonderde dichter staat er: 'Hij haat deze lage tijd en dit land van kruideniers en kaasboeren. Hij heeft zich hoog teruggetrokken in de Voorwereld van de Droom.' Sebastiaan zelf past ook beter in een andere tijd, vindt hijzelf, namelijk in het Parijs van omstreeks 1900. 'In onze tijd van hordegeest en massafabricage pas ik niet.' Aan Piekerma schrijft hij: 'Ik ga "achter de einder", net als Slauerhoff.' Een laatste factor in de na-aperij van Sebastiaan en Bralle is hun afkeer van het in hun ogen provinciale en stompzinnige Nederland.
De psychiater Herman F. Williams die tegen het einde van de novelle middels een gesprek een diagnose stelt van Sebastiaan, spreekt van 'de woestheid van onberaden daden' doet door een 'krachtcentrale' in de mens worden herleid 'tot nuttige energie'. Onderzoeker Baudoin Yans vat deze uitspraak op als aanduiding van het freudiaanse concept sublimering.
Bewustzijn staat het geluk van de mens in de weg, is een thema in het oeuvre. Ook in 'Een veelbelovende man wordt dit inzicht onder woorden gebracht: 'Zolang je maar niet wat je deed vergeleek met wat je had willen doen, werd je niet zo gauw ongelukkig,' overweegt Sebastiaan.

## Ontstaans- en publicatiegeschiedenis, tekstontwikkeling

### Ontstaansgeschiedenis
De novelle is onderaan de tekst van een dubbele datering voorzien: Campbellton, oktober 1948, en Amsterdam, augustus 1949. Het Literatuurmuseum bewaart een 'kladtyposcript', dat de tekstbezorgers het sigle M1 hebben toegekend. Deze documentaire bron, die 47 handgenummerde bladzijden telt, wijst uit dat het bewerkingsproces in drie fasen uiteenvalt.
In de eerste fase ging het verhaal alleen over 'de omzwervingen van Archibald Klok door enkele Canadese provincies'. Deze fase dateert uit 1948 en is geschreven te Campbellton. De tweede fase is hiervan te onderscheiden doordat de auteur stroken tekst heeft ingeplakt, die bovendien op andersoortig papier getypt zijn, 'waarin hij Archibalds ambities als literator uitwerkte in de context van het tijdschrift Stellage en daarbij een geïroniseerd beeld gaf van het naoorlogse Nederlandse literaire klimaat.' Deze bewerking heeft Hermans ertoe bewogen voorin het typoscript een leeswijzer te formuleren:
De personen en toestanden in deze novelle zijn volkomen fictief.
Nochtans is het misschien nuttig er met nadruk op te wijzen dat dit geen z.g. sleutelverhaal is.
W.F.H.
Deze leeswijzer heeft de boekversie niet gehaald, maar is vervangen door het Franstalige motto. Daarnaast bracht de auteur allerlei aanvullingen en stilistische correcties aan, en zette hij de naam 'Archibald' om in 'Everhard', zij het niet consistent. Deze bewerking verklaart volgens de bezorgers de tweede datering die onderaan het verhaal staat vermeld, augustus 1949.
De datering van de derde fase is onbekend. Vergelijking van het typoscript met de boekversie wijst uit dat dit niet het definitieve typoscript was, omdat het optreden van de psychiater dr. Herman F. Williams nog ontbreekt, evenals de omzetting van de naam van de hoofdpersoon naar Sebastiaan Klok. Ook in deze fase werden weer allerlei kleinere wijzigingen aangebracht.
De onderverdeling in zeven genummerde subhoofdstukjes dateert van een van de latere fases. Oorspronkelijk was er een subhoofdstukje 'slot', dat begon met de zin: 'Het CNR-station in Montreal is zeer modern, geheel ondergronds.' Deze zin staat nu op de derde bladzijde van hoofdstukje 7. Hermans wijzigde ook het slot van de novelle, waarin tweemaal verwezen wordt naar het advies van de psychiater. Het oorspronkelijke slot luidde, nadat Sebastiaan in de trein zijn voeten op de bank tegenover zich heeft gelegd:
Uit zijn zak nam hij een enveloppe. Vol aandacht begon hij de foto's te bekijken die hij op de heenreis te Quebec had gemaakt en die intussen in Toronto waren ontwikkeld en afgedrukt.

### Publicatiegeschiedenis
Vermoedelijk aan het einde van 1949 stuurde de auteur de novelle in als kandidaat voor het Boekenweekgeschenk van 1950; de jury, waarin onder anderen Hella Haasse en Victor van Vriesland zitting hadden, koos voor De zaak Beukenoot van Marianne Philips.
In 1950 stuurde Hermans het verhaal samen met de verhalen 'Het fossiel' en 'De kat Kilo' naar het Nieuw Vlaams Tijdschrift. Op 24 juni 1950 reageerde Hubert Lampo, de redactiesecretaris van het blad, enthousiast op de inzending, maar de redactie wees aanvankelijk alle drie de inzendingen af. Na een tweede beoordelingsronde schreef Lampo op 1 november 1950 dat de redactie alleen 'Het fossiel' accepteerde en de andere verhalen afwees, 'uitgaande van het standpunt, dat deze niet tot Uw beste werk zouden behoren.'
In een brief van 2 oktober 1950, had Hermans uitgever Van Oorschot aangeboden de novelle op te sturen voor plaatsing in De Vrije Bladen. Veertien maanden later zag Van Oorschot definitief af van de uitgave, die reeds was gezet. Hermans vermoedde dat al, vanwege de 'complicerende factor' dat DVB verschijnen onder auspiciën van de redactie van het tijdschrift Libertinage, dat ook bij van Oorschot verscheen en in de novelle Cabotinage wordt genoemd.
Van Oorschot ontkende echter dat dat de reden was: 'Je persiflage op Libertinage in een Veelbelovende Jongeman vind ik juist alleraardigst.' Maar hij vond het bij herlezing toch 'niet helemáal Hermans.' Dat schreef Van Oorschot in mei 1951. Hermans zelf vertoonde volgens Otterspeer een 'wisselende affectie' met het verhaal. Van Oorschot gaf toestemming om Het behouden huis bij een andere uitgeverij te laten verschijnen, waarop Hermans hem op 5 juni verzekerde dat 'Een veelbelovende jongeman' beter was. 382
In een brief van 13 augustus 1951 schreef Gerard Reve aan de auteur dat hij Hermans 'de enige levende schrijver van betekenis' vond: 'Je relaas "Een veelbelovende Jongeman" (is dat niet de titel?) is echter ver beneden je talent.' Op 16 augustus 1951 antwoordde Hermans aan Gerard Reve dat hij zelf ook niet zo overtuigd was van het verhaal: 'Die novelle "Een veelbelovende jongeman" heb ik bij elkaar niet minder dan zes keer overgeschreven. Niettemin vind je haar (waarsch. terecht) niet goed.' Toch zou hij later tegen Van Oorschot zeggen dat de novelle beter was dan Het behouden huis.
Op 3 april 1956 verscheen een fragment van 600 woorden in Het Vrije Volk als de column die Hermans in die tijd voor het dagblad schreef. De gehele novelle verscheen pas in 1957 als onderdeel van Een landingspoging op Newfoundland en andere verhalen.

### Tekstontwikkeling
In de drukproef van de verhalenbundel uit september 1957 bracht de auteur zoveel correcties aan dat de uitgever hem hierover een boze brief stuurde. De auteur op zijn beurt was ontevreden over slordigheden bij het zetten. Ook in 'Een veelbelovende jongeman' bracht hij nog wijzigingen aan. Zo veranderde hij de zin: 'Waarschijnlijk had hij Hemingway gelezen' in het wat scherpere 'Waarschijnlijk was hij een epigoon van Hemingway'. Bij deze correctieronde zag Hermans over het hoofd dat de zetter de nummering in subhoofdstukjes soms was vergeten. Latere wijzigingen waren kleinigheden; in zijn correctie-exemplaar voor de achtste druk wijzigde de auteur het woord 'etalage' in 'vitrine'.

## Waarderingsgeschiedenis
Hoewel 'Een veelbelovende jongeman' veruit de langste novelle in de bundel was, ging de aandacht in de meeste recensies uit naar andere individuele verhaaltitels. De kritiek prees vooral het verhaal 'De blinde fotograaf'. Criticus Kees Fens sprak in De Tijd van 'het overigens langdradige en weinig beheerst geschreven verhaal "Een veelbelovende jongeman"'.
In het Algemeen Handelsblad van 13 maart 1958 stoorde Ben Stroman zich aan de '"versieringen"', welk woord hij ironisch tussen aanhalingstekens zette, want de 'nukkige uitwijdingen' en de toespelingen op literaire toestanden en personen hadden volgens hem niets te maken met het verhaal. Het sleutelverhaal-karakter kon hem niet bekoren. Hermans speelde een 'zoekspelletje' met de lezer, die maar moest uitvissen welke personen verscholen gingen achter de 'maskeradepakjes' van de namen, die benadrukt werden door het optreden van psychiater Williams. Tegen de bundel als geheel had Stroman het bezwaar dat hij geen affiniteit had met het wereldbeeld van de auteur , die hij verweet de wereld te zien met 'kille wreedheid', met 'leedvermaak' en met 'een aan 't sadisme grenzend plezier in het menselijk tekort'.
Literatuurwetenschapper Dupuis noemt de novelle 'een klassieke Bildungsroman in klein formaat'. Biograaf Otterspeer noemt het verhaal zowel in stilistisch als in psychologisch opzicht 'een zelfonderzoek'.

## Plaats in het oeuvre
Het oeuvre van Hermans kent volgens Dupuis een surrealistische of fantastische en een meer mimetisch-realistische component, althans in zoverre dat de wekelijkheidssuggestie en de chronologie traditioneel zijn. Binnen de bundel Een landingspoging op Newfoundland en andere verhalen beschouwt Dupuis 'Een veelbelovende jongeman' als de novelle met het grootste gehalte aan realisme, ook al zijn ook hier 'elementen van groteske karikatuur' te vinden.
'Een veelbelovende jongeman' behoort tot een groep van drie verhalen over het verblijf van de auteur te Newfoundland en Canada. De andere twee zijn het verhaal 'Een landingspoging op Newfoundland' en het Richard Simmillion-verhaal 'Afscheid van Canada', dat in 1991 verscheen in de novellebundel De laatste roker.
De novelle vertoont daarnaast overeenkomsten met de roman Au pair van veertig jaar later: ook de protagonist daarvan, Paulina, treft in het buitenland, in dit geval in Frankrijk, hetzelfde aan wat zij juist wilde ontlopen; Sebastiaan en Paulina worden sterk geïroniseerd; in beide werken treedt de auteur zelf op, in 'Een veelbelovende jongeman' als de psychiater Herman F. Williams.
De naam Otto Verbeek keert terug in het autobiografische verhaal 'Het grote medelijden' uit de novellebundel Een wonderkind of een total loss, waarin de hoofdpersoon en ik-verteller Richard Simmillion gedachten formuleert over de essayist Otto Verbeek, ook hier herkenbaar als Ter Braak.
De psychiater Herman F. Williams maakt deel uit van een stoet soortgelijke figuren: in Hermans' eerste roman Conserve komt een psychiater Lawrence voor en in De donkere kamer van Damoklestreedt een psychiater Dr. Lichtenau op.

### Primaire bronnen
- Hermans, Willem Frederik (1957/2006). 'Een veelbelovende jongeman.' Herdrukt in: Willem Frederik Hermans, Volledige werken deel 7. Verhalen en novellen. Moedwil en misverstand. Paranoia. Een landingspoging op Newfoundland en andere verhalen. Amsterdam: De Bezige Bij/Van Oorschot, 2006, 421-504
- Hermans, Willem Frederik en Gerard Reve (2008). 'Verscheur deze brief! Ik vertel veel te veel.' Een briefwisseling. Bezorgd door Nop Maas en Willem Otterspeer. Z.pl.: De Bezige Bij en Willem Frederik Hermans Instituut. ISBN 9789023425939
- Maas, Nop (ed.) (2002). 'Een harde kei in de Nederlandse fatsoensvyver. Brieven van G.A. van Oorschot aan W.F. Hermans. In: Tirade, jaargang, 375-392

### Recensies
- Fens, Kees (1958). 'Twee werelden van angst. Verhalen van Ton van Oudwijk en Willem Frederik Hermans.' De Tijd, 11 januari 1958
- Stroman, B. (1958). 'Onmeedogendheid als verweer, schaamteloosheid als uitdaging.' In: Algemeen Handelsblad, 19 maart 1958

### Studies
- Calis, Piet (1999). De vrienden van weleer. Schrijvers en tijdschriften tussen 1945 en 1948. Amsterdam: Meulenhoff ISBN 902905929x
- Delvigne, Rob (2000). 'Hermans en Sierksma op oorlogspad' In: Literatuur, jaargang 17, 66-75
- Dupuis, Michel (1985). Hermans' dynamiek. De romanwereld van W.F. Hermans. 's-Gravenhage: Uitgeverij BZZTôH ISBN 9062911684
- Molin, Rob (2005). Lieve rebel. Biografie van Adriaan Morriën. Reeks: Open Domein nr. 43. Amsterdam, De Arbeiderspers. ISBN 9029562870
- Otterspeer, Willem (2010a). Hermans in hout. De Canadese avonturen van Willem Frederik Hermans. Z.pl.: De Bezige Bij/Willem Frederik Hermans Instituut. ISBN 9789023456544
- ---- (2010b). 'Het Canada-dossier' In: De Gids, jaargang 173, 121-130
- ---- (2013). De mislukkingskunstenaar. Willem Frederik Hermans. Biografie, deel I (1921-1952). Amsterdam en Antwerpen: De Bezige Bij. ISBN 9789023476610
- ---- (2015). De zanger van de wrok. Willem Frederik Hermans. Biografie, deel II (1953-1995). Amsterdam en Antwerpen: De Bezige Bij. ISBN 9789023486480
- Popelier, Ed (1979). Willem Frederik Hermans. Reeks: Grote ontmoetingen. Literaire monografieën. Brugge en Nijmegen: Uitgeverij Orion en Uitgeverij B. Gottmer
- Raat, G.F.H. (1989). 'Willem Frederik Hermans: Het behouden huis In: Ton Anbeek, Jaap Goedegebuure, Bart Vervaeck (red.), Lexicon van literaire werken, nummer 3, oktober 1989, 1-10
- ---- (1992). Willem Frederik Hermans: De tranen der acacia's In: Ton Anbeek, Jaap Goedegebuure, Bart Vervaeck (red.), Lexicon van literaire werken, nummer 16, november 1992, 1-11
- ---- (2005). 'Willem Frederik Hermans: Au pair' In: Ton Anbeek e.a. (red.), Lexicon van Literaire Werken, aflevering 66, mei 2005, 1-11
- ---- (2010). Literatuur als noodzaak. Willem Frederik Hermans: Facetten van een schrijverschap. Amsterdam: Vossiuspers UvA - Amsterdam University Press. ISBN 9789056296322
- Straten, Hans van (1999). Hermans. Zijn tijd. Zijn werk. Zijn leven. Soesterberg: Uitgeverij Aspekt b.v. ISBN 907532362x
- Yans, Baudoin (1992). De God Bedrogen Bedrogen de God. Een speurtocht door W.F. Hermans' filosofisch universum. Bruxelles: Éditions Nauwelaerts. Ook proefschrift Leuven

### Tekstbezorging
- Huygens Instituut der Koninklijke Nederlandse Akademie der Wetenschappen (2006a). 'De ontstaans- en publicatiegeschiedenis van Een landingspoging op Newfoundland en andere verhalen (1957)'. In: Willem Frederik Hermans, Volledige werken deel 7. Verhalen en novellen. Moedwil en misverstand. Paranoia. Een landingspoging op Newfoundland en andere verhalen. Amsterdam: De Bezige Bij/Van Oorschot, 2006, 659-673
- ---- (2006b). De tekstgeschiedenis van Een landingspoging op Newfoundland en andere verhalen, online
- Mathijsen, Marita (2010). Naar de letter. Handboek editiewetenschap, online.

## Verklarende noten
1. ↑  Een alternatieve vertaling staat in Otterspeer (2010a), 157
2. ↑  De bronnen voor het parcours dat de auteur gedurende zijn verblijf in Canada aflegde, bestaat uit zijn agenda voor 1948, een dagboekje en de datering op brieven en telegrammen. Otterspeer (2010b), p. 123
3. ↑  De foto is afgedrukt in Otterspeer (2010a), 205
4. ↑  De M staat voor manuscript of typoscript. Mathijsen (2010), 285
5. ↑  Informatie over het ontstaan van de novelle is door de bezorgers op twee plaatsen beschikbaar gesteld: in de Commentaar achter in de editie (Huygens ING 2006a) en online (Huygens ING 2006b). De gegevens in deze publicaties overlappen gedeeltelijk, maar de publicaties zijn niet hetzelfde: elk vermeldt ook gegevens die niet in de andere te vinden is.
6. ↑  Enkele bladzijden zijn fotografisch afgebeeld in Huygens (2006b), onder M1, en in Otterspeer (2010a).

## Verwijzende noten
1. ↑  Hermans (2006), 422
2. ↑  Otterspeer (2010a), 156-157
3. 1 2  Huygens Instituut (2006a), 664
4. ↑  Huygens Instituut (2006a), 664-665 en 699, noot 244
5. ↑  Over de versleuteling: Huygens Instituut (2006a), 664-665, Otterspeer (2010), 166-167 en Otterspeer (2015), 184-185
6. ↑  Delvigne (2000), 74
7. 1 2  Maas (2002), p. 382
8. ↑  Annotatie van Maas en Otterspeer in Hermans en Reve (2008), 80
9. ↑  Calis (1999), 287 en 297
10. ↑  Molin (2005), p. 191-192
11. ↑  Calis (1999), 297
12. ↑  Calis (1999), 300
13. ↑  Molin (2005), p. 192
14. ↑  Otterspeer (2010a), 127
15. 1 2  Molin (2005), p. 193
16. ↑  Molin (2005), p. 194
17. ↑  Otterspeer (2010a), 129
18. 1 2  Huygens Instituut (2006a), 661
19. ↑  Otterspeer (2010b), p. 123-124
20. ↑  Otterspeer (2010b), p. 123
21. ↑  Otterspeer (2013), 584
22. ↑  Van Straten (1999), 155
23. ↑  Otterspeer (2013), 586
24. ↑  Otterspeer (2010a), p. 61
25. ↑  Otterspeer (2010b), p. 125
26. ↑  Otterspeer (2010a), p. 61. Op deze bladzijde is ook een foto van het 'rijbewijs' afgedrukt.
27. ↑  Otterspeer (2010b), p. 126
28. 1 2  Van Straten (1999), 156
29. ↑  Otterspeer (2013), 586-587
30. ↑  Hermans (2006), 481
31. ↑  Huygens Instituut (2006a), 698, noot 224
32. ↑  Geciteerd in Huygens Instituut (2006a), 660-661. Tekstingrepen van het Huygens Instituut.
33. ↑  Geciteerd in Huygens Instituut (2006a), 661
34. ↑  Otterspeer (2010a), 200
35. ↑  Otterspeer (2010a), 201
36. ↑  Geciteerd in Otterspeer (2010a), 202
37. 1 2 3 4 5  Otterspeer (2010a), 202
38. 1 2  Hermans (2006), 480
39. ↑  Otterspeer (2010a), 203
40. ↑  Otterspeer (2013), p. 180
41. ↑  Otterspeer (2013), p. 382
42. ↑  Raat (1992), p. 9
43. ↑  Raat (1989), p. 9
44. ↑  Citaten in Otterspeer (2015), 185
45. ↑  Yans (1992), 207
46. ↑  Otterspeer (2015), 185
47. ↑  Otterspeer (2010a, 176
48. ↑  Otterspeer (2015), 186
49. ↑  Yans (1992), 388-389
50. ↑  Geciteerd bij Yans (1992), 389 noot 245; in Hermans (2006) staat het citaat op 475
51. ↑  Yans (1992), 422-423 noot 94
52. ↑  Otterspeer (2010a), 182-183
53. ↑  Otterspeer (2010a), 183
54. 1 2  Otterspeer (2010a), 184
55. ↑  Otterspeer (2010a), 187-188
56. ↑  Geciteerd bij Otterspeer (2010a), 187
57. 1 2  Geciteerd bij Otterspeer (2010a), 188
58. ↑  Otterspeer (2010a), 189
59. ↑  Yans (1992), 221 noot 111
60. ↑  Yans (1992), 338-350
61. ↑  Geciteerd bij Yans (1992), 346; in Hermans (2006) staat het citaat op 502. Cursivering van Hermans.
62. ↑  Huygens Instituut (2006a), 663
63. ↑  Huygens ING (2006b), online. De informatie staat bij M1.
64. 1 2  Huygens ING (2006b), online
65. 1 2  Geciteerd in Huygens ING (2006b), online
66. ↑  Huygens (2006b)
67. ↑  In de versie Hermans (2006) begint het gedeelte op 501.
68. 1 2  Huygens Instituut (2006a), 665
69. ↑  Otterspeer (2013), 635
70. ↑  Huygens Instituut (2006a), 659
71. ↑  Huygens Instituut (2006a), 698, noot 217
72. ↑  Huygens Instituut (2006a), 659-660 en 698, noot 221. Briefcitaat op 660.
73. ↑  Huygens Instituut (2006a), 699, noot 233
74. ↑  Huygens Instituut (2006a), 663-664
75. ↑  Geciteerd in Huygens Instituut (2006a), 665
76. ↑  Geciteerd in Maas (2002), 376
77. 1 2 3  Otterspeer (2010), 166
78. ↑  Hermans en Reve (2008), 79
79. ↑  Geciteerd in Huygens Instituut (2006a), 665. Cursivering van Hermans
80. ↑  Huygens Instituut (2006a), 666
81. ↑  Huygens ING (2006b), informatie bij de documentaire bron met sigle P3.
82. ↑  Huygens ING (2006b), informatie bij de documentaire bron met sigle D8M3
83. ↑  Huygens Instituut (2006a), 672-673
84. ↑  Fens (1958)
85. ↑  Stroman (1958)
86. 1 2  Dupuis (1985), 306
87. ↑  Otterspeer (2010b), 128
88. ↑  Huygens Instituut (2006a), 698, noot 225
89. ↑  Raat (2005), 11
90. ↑  Raat (2010), 57
91. ↑  Dupuis (1985), 141